# Mbenza Bedi
Hugues Mbenza Bedi (Kinshasa, 11 settembre 1984) è un ex calciatore della Repubblica Democratica del Congo, di ruolo centrocampista.

## Carriera

### Club
Dopo aver iniziato la carriera nell'AC Dynamique, squadra di Kindu, nel 2006 si è trasferito nel Bel'Or Kinshasa. Nel gennaio 2007 ha firmato per il TP Mazembe, squadra di Lubumbashi con cui ha vinto due volte consecutivamente la Champions League africana. In virtù della doppia vittoria in Champions, ha potuto partecipare col suo club a due edizioni consecutive della Coppa del mondo per club FIFA (2009, 2010). Nell'edizione 2009 di questa competizione ha segnato una rete contro i sudcoreani del Pohang Steelers mentre nell'edizione 2010 è andato a segno contro i messicani del Pachuca.

### Nazionale
Dal 2009 gioca anche nella Nazionale congolese.

## Palmarès

### Club

#### Competizioni nazionali
- Campionato di calcio della Repubblica Democratica del Congo: 3

TP Mazembe: 2007, 2009, 2011
- Campionato belga: 1

Anderlecht: 2012-2013
- Supercoppa del Belgio: 1

Anderlecht: 2012

#### Competizioni internazionali
- CAF Champions League: 2

TP Mazembe: 2009, 2010
- CAF Super Cup: 2

TP Mazembe: 2010, 2011